# ジョフリー・ムタイ
ジョフリー・ムタイ（Geoffrey Kiprono Mutai, 1981年10月7日 - ）は、ケニアの陸上競技選手。専門は長距離走・マラソン。

## 経歴

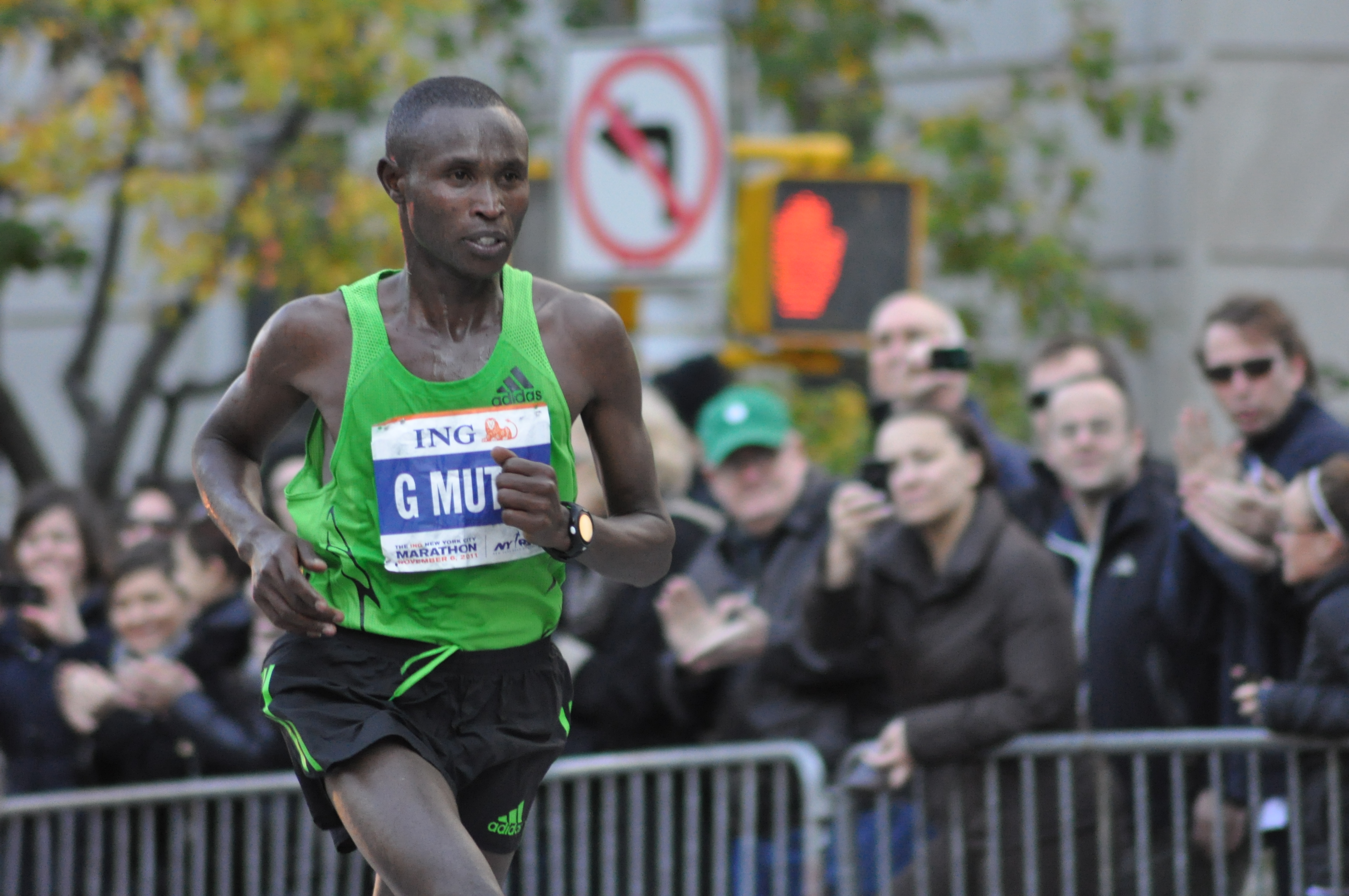
2011年ニューヨークシティマラソンにて

元々能力の高い選手であったが、世界的な注目を浴び始めたのは2010年のロッテルダムマラソン。この大会で2時間4分55秒の好記録を出し2位に入っている。
翌年の2011年、コースは非公認であるものの歴史と伝統では世界屈指のレース、ボストンマラソンにおいて2時間3分2秒という驚異的な記録をたたき出し優勝。ボストンマラソンコースは全体的に下りコースであることから公認記録にはならないが、後半に心臓破りの丘と呼ばれる上り坂があるなど起伏に富んだコースであり、マラソン界では有数の難コースとして知られていたところであった。この記録は世界中でビッグニュースとなり、一躍ムタイはその名を轟かせた。
ムタイの次のマラソンは同年のニューヨークシティマラソンであったが、このコースも起伏に富んだ難コースとして知られている場所であった。しかしこのコースで2位に1分以上の差をつけ2時間5分6秒の驚異的な大会新記録で圧勝。以前の大会記録は、2001年にテスファエ・ジファール（ エチオピア）が記録した2時間7分43秒であったため、実に2分37秒の大幅な記録更新となった。またこの記録は、記録の出やすいフラットな高速コースなら、2時間2分台～3分台前半に相当すると言われる快記録であった。
ペースメーカーのつかない難コースを次々と驚異の記録で圧勝したことで、ムタイは国内外で世界最強と認識されるようになり、ロンドン五輪代表候補6人（他の5人はパトリック・マカウ、ウィルソン・キプサング、モーゼス・モソップ、エマニュエル・ムタイ、アベル・キルイ）の中でも、世界記録保持者のマカウを差し置いて有力候補筆頭と関係者から評価されるようになった。しかし2012年の選考レース、ボストンマラソンで体調を崩し途中棄権に終わり、代表から落選した。
ロンドン五輪後のベルリンマラソンに出場して、世界歴代4位（当時）となる2時間4分15秒で優勝。である。しかし、近年は故障などの影響でレースに出場出来てない。

## ムタイのマラソン最高記録
- 2時間03分02秒：2011年4月18日 ボストンマラソン

|            | 5km   | 10km  | 15km  | 20km  | ハーフ  | 25km    | 30km    | 35km    | 40km    | ゴール  |
| ---------- | ----- | ----- | ----- | ----- | ------- | ------- | ------- | ------- | ------- | ------- |
| タイム     | 14:32 | 29:08 | 43:48 | 58:45 | 1:01:58 | 1:13:16 | 1:28:24 | 1:42:35 | 1:56:48 | 2:03:02 |
| スプリット | 14:32 | 14:36 | 14:40 | 14:57 |         | 14:31   | 15:08   | 14:11   | 14:13   | 6:14    |

## マラソン成績
| 年月    | 大会名                     | タイム      | 順位  | 備考                |
| ------- | -------------------------- | ----------- | ----- | ------------------- |
| 2008.03 | モナコマラソン             | 2：12：40   | 優勝  |                     |
| 2008.10 | アイントホーフェンマラソン | 2：07：50   | 優勝  |                     |
| 2009.04 | 大邱マラソン               | 2：10：45   | 8位   |                     |
| 2009.10 | アイントホーフェンマラソン | 2：07：01   | 優勝  |                     |
| 2010.04 | ロッテルダムマラソン       | 2：04：55   | 2位   |                     |
| 2010.09 | ベルリンマラソン           | 2：05：10   | 2位   |                     |
| 2011.04 | ボストンマラソン           | 2：03：02   | 優勝  | 大会記録            |
| 2011.11 | ニューヨークシティマラソン | 2：05：06   | 優勝  | 大会記録            |
| 2012.04 | ボストンマラソン           | ----------- | (DNF) |                     |
| 2012.09 | ベルリンマラソン           | 2：04：15   | 優勝  | 世界歴代4位（当時） |
| 2013.11 | ニューヨークシティマラソン | 2：08：24   | 優勝  |                     |
| 2014.04 | ロンドンマラソン           | 2：08：18   | 6位   |                     |
| 2014.11 | ニューヨークシティマラソン | 2：13：44   | 6位   |                     |
| 2015.04 | ロンドンマラソン           | ----------- | (DNF) |                     |
| 2015.09 | ベルリンマラソン           | 2：09：29   | 5位   |                     |